# Pierre-François-Xavier de Charlevoix
Pour les articles homonymes, voir Charlevoix (homonymie).
Pierre François-Xavier de Charlevoix, né à Saint-Quentin dans l’Aisne, royaume de France, le 29 octobre 1682 au sein d’une famille de petite noblesse. Prêtre catholique, membre de la Compagnie de Jésus, professeur et historien, Charlevoix est surtout auteur de plusieurs livres portant sur l’histoire du Nouveau Monde dont l’Histoire et description générale de la Nouvelle France. Pierre-François-Xavier de Charlevoix meurt le 1er février 1761 au collège jésuite à La Flèche, près du Mans, dans la Loire.

## Biographie

### Jeunesse et éducation
Charlevoix naît à Saint-Quentin le 29 octobre 1682. Son père est François de Charlevoix, substitut du procureur du roi, et sa mère Antoinette Forestier.
En 1692, il commence ses études au collège des Bons-Enfants à Saint-Quentin, dans l’Aisne. À partir du 15 septembre 1698, il poursuit sa formation comme novice chez les Jésuites au collège Louis-le-Grand à Paris. Il est déjà ordonné diacre lorsqu'on l'envoie enseigner la grammaire au collège des Jésuites de Québec.

### Premier voyage en Amérique (1705-1709)
Charlevoix réalise un premier séjour au Canada comme professeur de grammaire au Collège des jésuites (prédécesseur de l'actuel Collège Saint-Charles-Garnier) en 1705. À Québec il côtoie au quotidien des missionnaires jésuites. Charlevoix y croise des vétérans vivants retirés dans des chambres appartenant au collège et d’autres au milieu de leur carrière. Il y croise Mgr. François de Laval. Proche du collège, se trouve le Château Saint-Louis, résidence du gouverneur de la Nouvelle-France. C’est Philippe de Rigaud de Vaudreuil qui occupe alors ce poste. Charlevoix enseigne d’ailleurs au fils du gouverneur, Louis-Philipe, qui deviendra officier dans la marine royale. Il voyage un peu dans la colonie, se rendant en 1708 à Montréal pour assister au retour du groupe militaire commandé par Jean-Baptiste Hertel de Rouville (1668-1722) et Jean-Baptiste de Saint-Ours (1669-1747) ayant mené un raid en 1708 contre Haverhill au Massachusetts.

### Prêtre, professeur et historien
Rentré en France, Charlevoix fait ses études de quatre ans en philosophie et en théologie. Il est ordonné prêtre en 1713. À la suite de l'obtention de sa prêtrise, il enseigne les humanités et la philosophie au collège Louis-le-Grand à Paris.
Il consacre deux ans de travail à préparation d’une édition revue et augmentée d’un ouvrage sur l’établissement de l’Église catholique au Japon publié en 1689 par Jean Crasset. Paru en en 1715, l’Histoire de l’établissement, des progrès et de la décadence du christianisme dans l’empire du Japon contient des notes étendues sur les manières, les coutumes et les costumes des habitants. Il aborde aussi la situation politique générale de l’Empire nippon, et sur la topographie de l’archipel et l’histoire naturelle de la région.

### Second voyage en Amérique (1720-1722)
Le père Charlevoix est entraîné au cœur de la joute géopolitique de son temps. Dix ans après son premier voyage, le secrétaire d’État Guillaume Dubois, mandate le père Charlevoix à examiner les prétentions britanniques. Pendant dix mois, le père jésuite s’attèle à la préparation d’un long mémoire dans lequel il s’efforce de prouver à partir des traités et des documents de chancellerie que la Grande-Bretagne ne pouvait prétendre qu’à la péninsule néo-écossaise. Pendant qu’il mène cette enquête, certains mémoires commencent à circuler dans l’entourage du régent demandant à trouver la mer de l’Ouest, c’est-à-dire l’océan Pacifique, menant aux richesses commerciales de la Chine et des Indes. Le régent pense alors qu’une expédition d’exploration de cinquante hommes menés par un officier des troupes coloniales serait trop coûteuse et peu discrète. Aussi, le régent fait-il appel à moindres frais au discret jésuite Charlevoix dont l’expédition prendrait la forme d’une visite de diverses missions d’évangélisation.

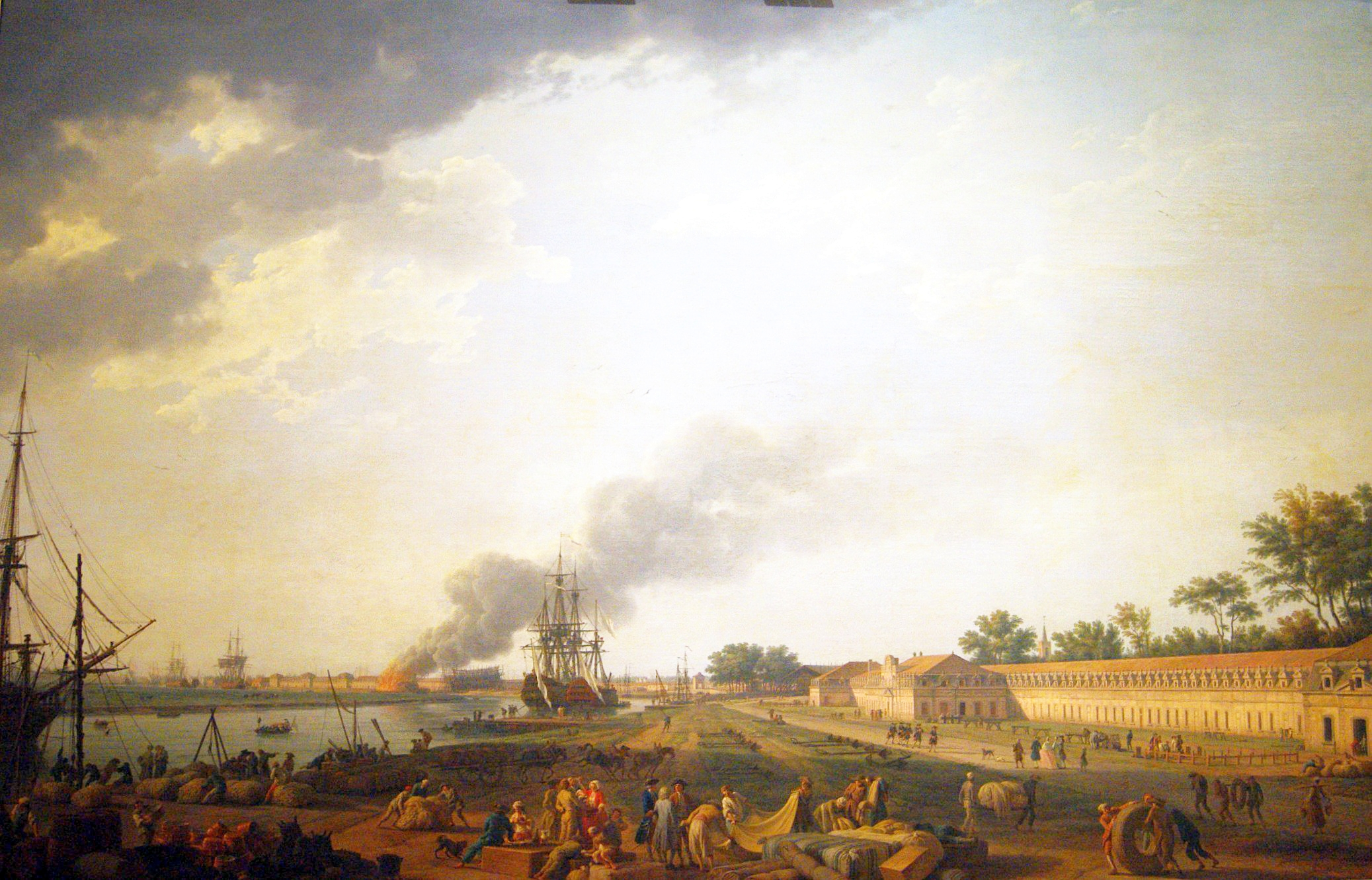
Vue du port de Rochefort d'où Charlevoix entreprend son deuxième voyage en Amérique.

Muni d’une lettre du Conseil de Marine l’autorisant à « monter dans les pays d’en haut avec deux canots et huit voyageurs », le père jésuite quitte Paris à la mi-juin 1720 et, le 1er juillet, s’embarque à Rochefort sur le navire le Chameau. Il est mandaté pour une mission en Amérique du Nord par le secrétaire d’État Guillaume Dubois, membre du gouvernement du régent, du duc d'Orléans. Le régent le charge de deux missions, l’une officielle et l’autre officieuse. Officiellement, il est chargé d’examiner les prétentions territoriales britanniques en Acadie ; officieusement, il s’embarque pour un voyage d’exploration à la recherche de la mer de l’Ouest.
Charlevoix débarque à Québec le 23 septembre. Le père jésuite s’attèle à déconstruire les prétentions britanniques en Acadie, sur le territoire actuel du Nouveau-Brunswick. Pendant dix mois, il s’efforce de prouver à partir des traités et des documents de chancellerie que la Grande-Bretagne ne pouvait prétendre qu’à la péninsule néo-écossaise cédée en 1713 au traité d’Utrecht.

Charlevoix attend le printemps pour partir vers les Pays d’En Haut tout en peaufinant son rapport sur l’Acadie. Il adresse son mémoire à la cour le 19 octobre et recommande au régent de résister fermement à l’empiètement britannique sur le territoire actuel du Nouveau-Brunswick. En parallèle, Charlevoix commence à prendre des notes sur la ville de Québec et ses habitants. Ces observations avec d’autres formeront le corpus, enrichi de lectures diverses, de son Journal historique Fait Par Ordre du Roi dans l’Amérique Septentrionale,. Au début de mars 1721, il rejoint Trois-Rivières en carriole. Le 15, il est à Montréal et passe deux mois à visiter les environs : le fort Chambly, le Sault-Saint-Louis (Kahnawake) et le fort Frontenac (Kingston, Ont.).

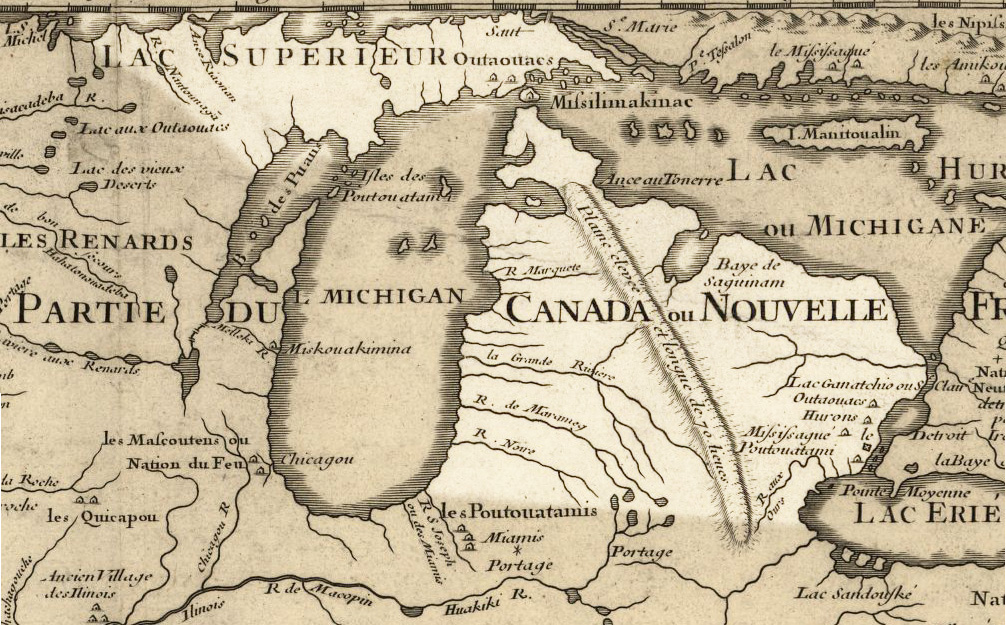
On peut repérer la Baie des Puans et Miſsilimakinac sur cette carte de la Nouvelle-France par Guillaume Delisle en 1718.

Guidé par Jacques Hertel de Cournoyer (1667-1748), lieutenant des troupes de la Marine, le père Charlevoix prend le temps d’écrire et de coucher ses observations à chacune des étapes du voyage qui s’avère ponctué d’arrêts et de maladies. Lors de son voyage en canot, Charlevoix estime les latitudes et les distances à l’aide de son compas. Ses calculs tout comme ses observations furent utilisées par Jacques-Nicolas Bellin, hydrographe au ministère de la Marine, pour publiées des cartes plus précises de la région des Grands Lacs.
Il descend ce fleuve jusqu’à son embouchure et visite le pays des Illinois. Le navire sur lequel il s’est embarqué, pour aller de là à Saint-Domingue, fait naufrage à l’entrée du canal de Bahama, situé entre l'île de Cuba et le Grand Banc des Bahamas; l’équipage se disperse ; Charlevoix et ses compagnons reviennent au Mississippi, en longeant la côte de la Floride. Son second périple pour aller à Saint-Domingue est plus heureux. Il arrive dans cette colonie au commencement de septembre 1722, en repart à la fin du même mois, et aborde au Havre le 24 décembre.

### Bilan du second voyage de Charlevoix en Amérique du Nord
Durant deux années et demie à voyager du nord au sud de l’Amérique du Nord, Charlevoix vit un calvaire : maladie et malchances se succèdent à chaque étape. Ses enquêtes incessantes n’aboutissent à aucun réel progrès et, finalement, ses conclusions sur la proximité de la mer de l’Ouest se révèleront fausses. Charlevoix produit malgré tout l’un des journaux de voyage les plus importants pour la documentation historique sur l’Amérique du Nord au XVIIIe siècle. Au cours de son voyage, le père Charlevoix collige à la main des notes détaillées qu’il reprend dans une série de lettres adressées à madame la duchesse Lesdiguières. Chacune des lettres raconte les évènements et relate quelques faits curieux d’une étape du voyage de Charlevoix dans l’intérieur du continent. Les lettres sont également parsemées d’éléments d’un long essai sur les autochtones d’Amérique du Nord.

### Historien du Nouveau-Monde
De retour d’Amérique, Charlevoix fait un voyage en Italie, et continue à remplir différents emplois pour la compagnie de Jésus, ordre dont il continue à être membre. Jusqu'à la fin de sa vie, il consacrera beaucoup de temps à différents travaux d'historien et à la rédaction d'articles dans les Mémoires de Trévoux, un journal mensuel de bibliographie, histoire, et science.
En 1724, il publie La Vie de la Mère Marie de l'Incarnation. En préface, Charlevoix affirme avoir écrit cette hagiographie, destinée à un public dévot, par reconnaissance de son retour heureux en Europe. Le livre est dédié à la fille du régent, Louise-Élisabeth d’Orléans (1709-1742), devenu reine consort d’Espagne. Largement inspirées d’une lecture débrouillée de la biographie du fils de Marie de l’Incarnation, dom Claude Martin, son écriture et sa publication sont expéditives ; en novembre 1723, moins d’un an après son retour, son manuscrit est approuvé par le censeur ecclésiastique. En 1730 et 1731, il publie en deux volumes une Histoire de l'Isle espagnole ou S. Domingue largement composée à partir de remodelage des mémoires du père jésuite Jean-Baptiste Le Pres publiées antérieurement.
En 1735, Charlevoix publie un article dans les Mémoires de Trévoux – le seul que le jésuite signera dans le périodique – intitulé « Projet d’un corps d’histoire du Nouveau Monde ». Le premier jalon de ce projet, Charlevoix le consacre à une révision et augmentée du christianisme au Japon. En 1736, il publie sa réédition amplifiée d’Histoire et description générale du Japon [...] comportant une introduction les « Fastes chronologiques de la découverte du Nouveau Monde ». Après la publication de cette somme, Charlevoix retourne à son manuscrit sur l’histoire de la Nouvelle-France, qu’il achève au printemps de 1740.
En 1744, l’Histoire de la Nouvelle-France se trouve chez les libraires. La somme est composée d’après l’étude de différents auteurs et d’après ses observations personnelles lors de ses voyages en Amérique du Nord. Dédié à Louis-Jean-Marie de Bourbon, duc de Penthièvre (1725-1793), le livre édité en deux formats, celle in-quarto comporte trois tomes et celle duodecimo en six tomes. Les deux premiers tomes de l’édition in-quarto présentent, en 22 livres, une histoire des colonies françaises du Nouveau Monde regroupées à un moment ou l’autre sous le titre de Nouvelle-France.
Charlevoix poursuit son projet d’histoire du « Nouveau Monde ». En 1756, il publie une Histoire du Paraguay. C’est son ouvrage qui a obtenu le plus de succès, ayant été largement diffusé et traduit en anglais, en latin, en allemand et en espagnol.

### Décès
Charlevoix vécut les dernières années de sa vie dans une retraite discrète au collège des jésuites de La Flèche. À l’âge de 79 ans, le 1er février 1761, le père Charlevoix s’éteint.
Le Mercure de France – le périodique officiel de la bonne société française – lui consacre cette brève : « Le Père Pierre-François Xavier de Charlevoix, de la Compagnie de Jesus, né à S. Quentin, Auteur de plusieurs histoires des différentes parties du Nouveau Monde, & qui sont estimées, est mort à la Flèche, le 1 Février, âgé de soixante & dix huit ans. »

## Legs
Au Québec, le plus ancien toponyme relié à Pierre-François-Xavier de Charlevoix est celui de l'ancienne circonscription électorale de Charlevoix, nommée ainsi en 1855, même si dans l'ouvrage Histoire et description générale de la Nouvelle France, il ne fait à peine référence à cette région située en aval de la ville de Québec : « Au-dessus du Gouffre, dont je viens de parler, est la Baye de Saint Paul, où commencent les Habitations du côté du Nord, & où il y a des Pinieres, qu’on estime beaucoup ; on y trouve surtout des Pins rouges d’une grande beauté, & qui ne cassent jamais. Messieurs du Séminaire de Quebec sont Seigneurs de cette Baye (a). Six lieuës plus haut est un Promontoire extrément élevé, où se termine une Chaîne de Montagnes, qui s’étend plus de quatre cent lieuës à l’Ouest. »

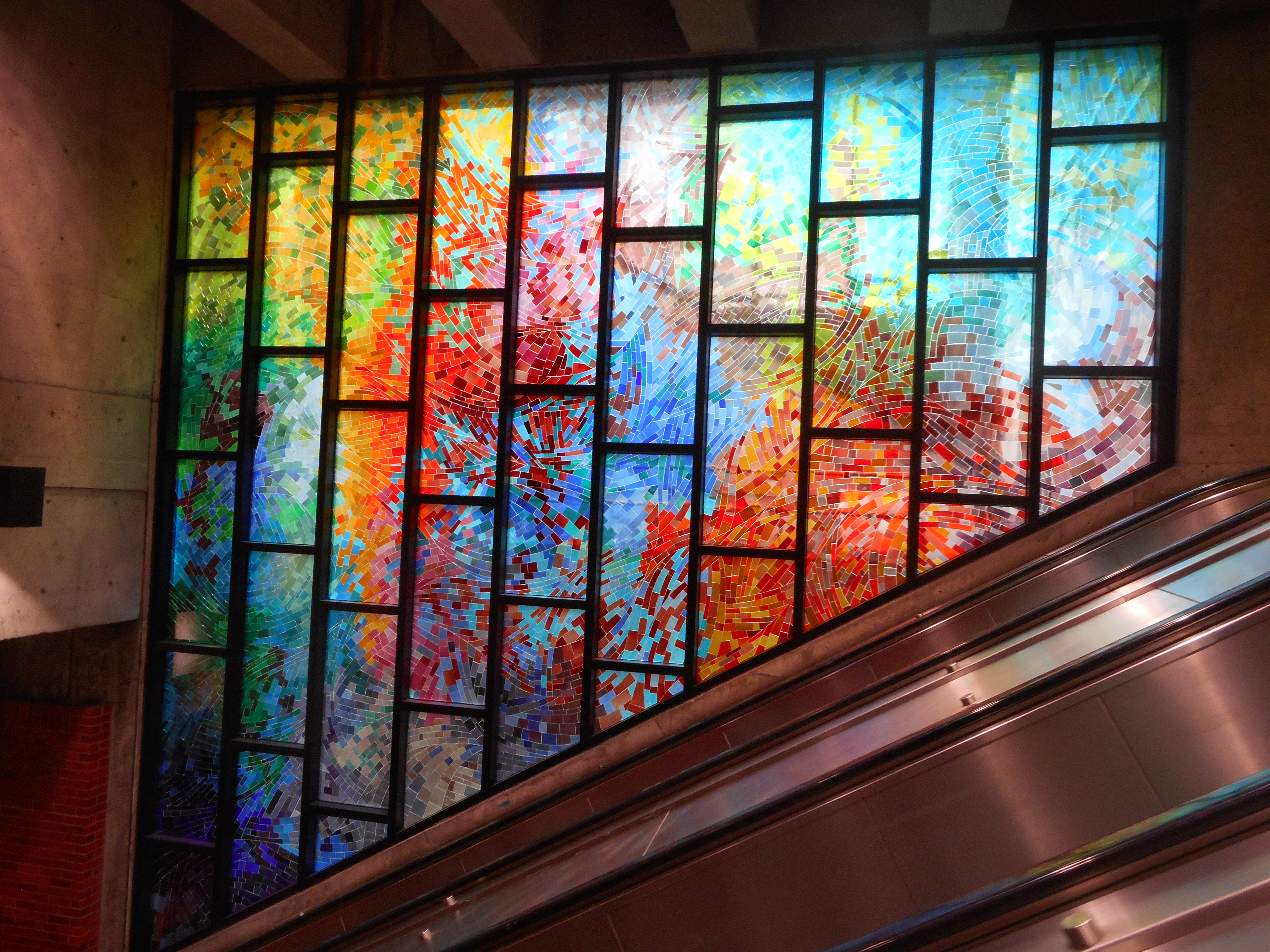
Vitraux de la station Charlevoix du métro de Montréal

Éventuellement, la circonscription de « Charlevoix » donnera à toute la région son nom ainsi qu’à d'autres toponymes régionaux (voir Charlevoix (homonymie)).
À Montréal, la rue Charlevoix, a laquelle on doit le nom de la station de métro Charlevoix, rappelle également sa mémoire. Ailleurs à travers la province, les villes de Québec, Laval, Gatineau, Longueuil, Sherbrooke, Trois-Rivières, Repentigny, Granby, Boucherville, Boisbriand, Kirkland, Mont-Saint-Hilaire, Saint-Charles-Borromée, Bromont, La Pêche et La Malbaie ont aussi nommé une rue en son honneur.
Au Michigan (États-Unis), le county de Charlevoix, qui a donné son nom à la ville de Charlevoix et au Lac Charlevoix (en), est également nommé d'après lui.

## Publications
- Histoire de L’Isle Espagnole Ou de S. Domingue. Ecrite Particulierement Sur Des Memoires Manuscrits du P. Jean- Baptiste de Pers, Jesuite, missionnaire A Saint-Domingue, & Sur Les Pieces Originales, Qui Se Conservent Au Depot de La Marine, Paris, 1730–1731. 2 vol., Amsterdam, L’Honoré, 1733 ; texte sur Gallica : tome 1 ; tome 2Il s’agit de l’une des meilleures descriptions anciennes de Saint-Domingue. Charlevoix l’a composée sur les mémoires manuscrits que lui avait envoyés le Père Jean-Baptiste le Pers, qui habitait cette île depuis plus de vingt-cinq ans, et sur les pièces conservées en France au dépôt de, la marine. Cet ouvrage, enrichi de cartes de d’Anville, ne contient que ce qui concerne l’histoire civile et militaire de cette île ; il y est aussi question des premières découvertes des Espagnols dans les différentes parties de l’Amérique.
- Histoire du Japon ou l’on trouvera tout ce qu’on a pu apprendre de la nature & des productions du Pays, du caractere & des Coutumes es Habitants, du Gouvernment & du Commerce, des Revolutions arrivees dans l’Empire & dan la Religion; & l’examen de tous les Auteurs, qui ont écrit fur le meme sujet. Rouen, 1715 en 3 volumes. 1736 en 2 volumes, puis 9 volumes et encore révisé en 6 volume en 1754. Paris, Rollin, 1754, 6 vol.C’est la dernière « nouvelle édition », sa dernière version du travail, revue, corrigée, augmentée et réarrangée par l’auteur dans un ordre plus logique que les éditions antérieures. Elle sera publiée simultanément par plusieurs maisons à Paris. À la fin on trouve une bibliographie de tous les travaux sur le Japon publiés jusqu’à cette époque.
- Histoire et description générale de la Nouvelle France, avec le Journal historique d’un voyage fait par ordre du roi dans l’Amérique septentrionale. 1722. Nyon, Paris. 1744. 3 tomes. Texte sur Gallica : tome 1, tome 2, tome 3 (Journal adressé à Madame la duchesse de Lesdiguières)Elle est illustrée de 44 planches gravées de botanique et de 28 cartes dressées par Nicolas Bellin ; cartes de la Louisiane, de l’Acadie, de la baie de Hudson, des lacs du Canada. Les deux premiers volumes renferment l’histoire de tous les établissements français dans l’Amérique septentrionale, le 3e, le journal du voyage de l’auteur, qui y a suivi une singulière méthode, en l’entremêlant de récits sur les mœurs des Amérindiens. On y trouve, à part, l’histoire des plantes principales de l’Amérique septentrionale. Le 4e volume a une partie consacrée à la Description des plantes principales de l’Amérique septentrionale[23]. L’ouvrage est terminé par un projet de corps d’histoire du Nouveau-Monde, par les fastes chronologiques de l’Amérique, et par une notice raisonnée et critique sur les différents auteurs qui ont servi à la composition du livre.
- La Vie de la mère Marie de l’Incarnation. Paris, Antoine-Claude Briasson. 1724.
- Histoire Du Paraguay. Paris, Desaint & Saillant, 1756.
- Histoire de l’établissement, des progrès et de la décadence du Christianisme dans l’empire du Japon. Louvain, Vanlinthout et Vanderzande, 1828–1829. 2 vol.Cet ouvrage, enrichi de cartes et figures, renferme ce que l’ouvrage de Kempfer contient de plus intéressant. Charlevoix y a ajouté des documents tirés des manuscrits et des relations des missionnaires de son ordre. L’impartialité ne guide pas non plus toujours la plume de l’auteur et les détails où il entre sur les affaires des missions dans cet empire sont trop multipliés. On trouve à la fin une bibliographie raisonnée de tous les ouvrages publiés jusqu’alors sur le Japon.